# Trenčianske Teplice
Trenčianske Teplice is een Slowaakse gemeente in de regio Trenčín, en maakt deel uit van het district Trenčín.
Trenčianske Teplice telt 4297 inwoners.